# Ryszard Bakst

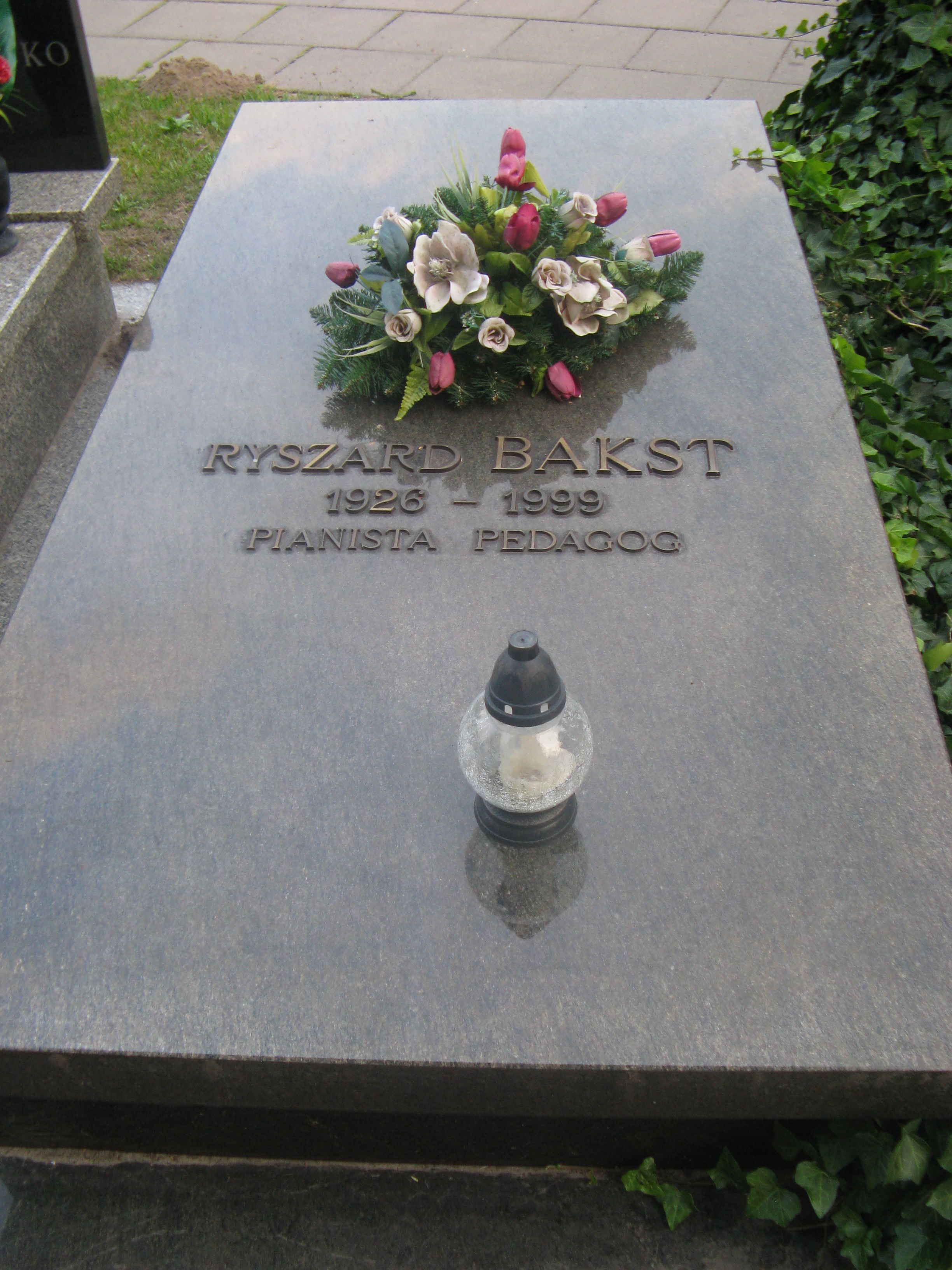
Grób Ryszarda Baksta na Cmentarzu Wojskowym na Powązkach

Ryszard Bakst (ur. 4 kwietnia 1926 w Warszawie, zm. 25 marca 1999 w Manchesterze) – polski pianista i pedagog; laureat VI nagrody na IV Międzynarodowym Konkursie Pianistycznym im. Fryderyka Chopina (1949).

## Życiorys

### Młodość i wykształcenie
Urodził się w żydowskiej rodzinie o muzycznych tradycjach, a na fortepianie zaczął grać w wieku kilku lat. W latach 1932–1939 uczęszczał do Konserwatorium Warszawskiego.
W czasie II wojny światowej stracił część rodziny, a sam został wywieziony do Swierdłowska, gdzie ukończył szkołę średnią. W latach 1944–1947 studiował w Konserwatorium Moskiewskim. Po ukończeniu studiów powrócił do Polski i rozpoczął pracę pedagogiczną. Zaczął też dawać liczne koncerty. Na przestrzeni lat jego nauczycielami byli m.in. Józef Turczyński, Abram Lufer, Heinrich Neuhaus i Zbigniew Drzewiecki.
W 1949 wystąpił na IV Międzynarodowym Konkursie Pianistycznym im. Fryderyka Chopina, gdzie otrzymał VI nagrodę. Jego występy wysoko oceniał m.in. Wawrzyniec Żuławski.

### Międzynarodowa kariera
Po konkursowym sukcesie występował w wielu krajach Europy, Ameryki Północnej i Azji. Prowadził też działalność pedagogiczną – był profesorem fortepianu na uczelniach we Wrocławiu (1950–1953) i w Warszawie (1953–1968). Ponadto należał do Stowarzyszenia Polskich Artystów Muzyków (w latach 1966–1968 prezes Oddziału Warszawskiego).
W 1968 po antysemickiej nagonce, będącej efektem wydarzeń marcowych, wyemigrował do Wielkiej Brytanii. Tam kontynuował działalność koncertową oraz prowadził klasę fortepianu w Royal Manchester College of Music, a później Royal Northern College of Music w Manchesterze (1969–1999). W 1973 przyczynił się do odsłonięcia w hallu College'u pomnika Fryderyka Chopina dłuta Ludwiki Nitschowej. Był też pomysłodawcą organizowania kursów mistrzowskich dla młodych pianistów w Dusznikach.
W 1990 był jednym z jurorów podczas XII Międzynarodowego Konkursu Pianistycznego im. Fryderyka Chopina w Warszawie.
Był odznaczony Krzyżem Kawalerskim Orderu Odrodzenia Polski (1960) i Złotym Krzyżem Zasługi.

### Po śmierci
Zmarł 25 marca 1999 w Manchesterze. Został pochowany na Cmentarzu Wojskowym na Powązkach (kwatera HIII-7-16). Dla upamiętnienia jego imienia w Royal Northern College of Music w Manchesterze ufundowano nagrodę dla najzdolniejszych uczniów szkoły (Ryszard Bakst memorial prize). W 2013 nazwa nagrody została zmieniona na RNCM prize for Chopin po tym jak kilka kobiet oskarżyło nieżyjącego pianistę o molestowanie seksualne.

## Repertuar i dyskografia
Dysponował bogatym repertuarem, w którym znajdowały się utwory m.in. Fryderyka Chopina, Ludwiga van Beethovena, Roberta Schumanna, Felixa Mendelssohna, Ignacego Jana Paderewskiego, Aleksandra Skriabina, Juliusza Zarębskiego, Arthura Honeggera, Dmitrija Kabalewskiego, Dmitrija Szostakowicza, Dariusa Milhauda i Aarona Coplanda.
Nagrał wiele płyt gramofonowych dla wytwórni Polskie Nagrania „Muza”, EMI, Columbia Records i Westminster.